# Abdullah al-Sharbatly
Abdullah al-Sharbatly, né le 21 septembre 1982, est un cavalier saoudien de saut d'obstacles, vice-champion du monde de sa discipline et médaillé de bronze par équipes aux Jeux olympiques d'été de 2012 à Londres.

## Biographie
En 2012, il est suspendu huit mois pour dopage de son cheval, contrôlé positif à des substances anti-inflammatoires, tout comme le cavalier saoudien Khaled Al Ei. Cette peine est ensuite ramenée à deux mois, ce qui lui permet finalement de se qualifier pour les Jeux olympiques de Londres. Il y remporte une médaille de bronze par équipes sur Sultan.

## Palmarès international
- 2012 :  Médaille de bronze par équipes sur Sultan avec Kamal Bahamdan, Adbullah al-Saud, et Ramzy al-Duhami.
- 2010 :  Champion par équipe des Jeux asiatiques avec Mélodie Ardente[5].
- 2010 :  Vice-champion individuel aux Jeux équestres mondiaux de Lexington
- 2007 :  Second des Jeux Panarabes du Caire avec No Time[6]
- 2006 :  Vice-champion des Jeux asiatiques par équipe avec Hugo Gesmeray